# Escut de Benissanó
L'escut de Benissanó és un símbol representatiu oficial de Benissanó, municipi del País Valencià, a la comarca del Camp de Túria. Té el següent blasonament:
| « | Escut quadrilong de punta redona, migpartit i truncat. Al primer quarter, en camp d'or, un Agnus Dei d'atzur amb banderola d'argent i creu de gules. Al segon quarter, en camp d'atzur, cinc roses d'or en sautor. Al tercer quarter, en camp de sinople, un castell d'or, maçonat i aclarit de sable. Per timbre, una corona reial oberta. | » |

## Història
Escut aprovat per Resolució del 18 de gener de 1999, del conseller de Presidència. Publicat en el DOGV núm. 3.429, del 8 de febrer de 1999.
La part superior inclou les armories dels Cavanilles i dels Vila-rasa, antics senyors del poble. A sota es representa el castell de Benissanó, de la segona meitat del segle xv, un dels més ben conservats del País Valencià.